# Jeltoqsan
El Jeltoqsan (kazakh: Желтоқсан көтерілісі, Jeltoqsan kóterilisi) o "Desembre" del 1986 es van produir aldarulls que es van produir a Alma-Ata (actual Almaty), Kazakhstan, en resposta a la destitució del secretari general Mikhail Gorbatxov de Dinmukhamed Kunaev, el primer secretari del Partit Comunista del Kazakhstan i un ètnic kazakh i el seu nomenament de Gennady Kolbin, un foraster de la SFSR russa. Algunes fonts citen l'ètnia de Kolbin com a russa, d'altres com a Chuvash.
Els fets van durar des del 16 de desembre fins al 19 de desembre de 1986. Les protestes van començar al matí del 17 de desembre, ja que una manifestació estudiantil va atraure milers de participants quan van marxar per la plaça de Brejnev (actual plaça de la República) cap a l'edifici del Comitè Central del CPK. Com a resultat, les tropes internes i les forces OMON van entrar a la ciutat, la violència va esclatar a tota la ciutat. Els dies següents, les protestes es van estendre a Shymkent, Taldykorgan i Karaganda.

## Protestes
El motiu principal de les manifestacions pacífiques estudiantils que van començar a primera hora del matí del 17 de desembre va ser la destitució del primer secretari del Partit Comunista del Kazakhstan, Dinmukhamed Kunaev (1964–1986) el 16 de desembre i el nomenament de Gennady Kolbin (1986–1989) com a primer secretari. Kolbin era impopular ja que no havia viscut ni treballat anteriorment al Kazakhstan.
Segons la memòria de Gorbatxov, després del 27è Congrés del Partit Comunista de la Unió Soviètica, es va reunir amb Kunaev i va discutir la dimissió de Kunaev. Kunaev va manifestar el seu desig de retirar-se i va proposar la designació d'algú sense vincles previs al Partit Comunista Kazakh i va substituir al progrés de Nursultan Nazarbayev (posteriorment i també actual president del Kazakhstan) a les files del partit. Kunaev, al seu propi llibre, va dir que Gorbatxov mai no li va preguntar sobre el seu reemplaçament i només va dir que "un bon camarada serà" enviat ".
Les manifestacions van començar el matí del 17 de desembre de 1986 quan 200 a 300 estudiants es van reunir davant de l'edifici del Comitè Central a la plaça Brejnev per protestar per la decisió del PCUS de nomenar Kolbin en lloc d'un ètnic kazakh. El nombre de manifestants va augmentar fins a 1.000-5.000, a mesura que estudiants d'universitats i instituts es van unir a la multitud a la plaça Brejnev.
TASS va informar,
Un grup d'estudiants, incitats per elements nacionalistes, van prendre la nit passada i avui van sortir al carrer d'Alma-Ata per manifestar la seva desaprovació per les decisions de la recent reunió plenària. Hooligans, paràsits i altres persones antisocials van fer ús d'aquesta situació i van recórrer a accions il·lícites contra representants del dret i de l'ordre. Van calar foc a una botiga d'aliments i a cotxes particulars i va insultar la població.
Es van celebrar reunions a fàbriques, escoles i altres institucions per condemnar aquestes accions.
Testimonis van informar que els antidisturbis van rebre vodka, estupefaents i fulletons, cosa que va indicar que els disturbis no eren espontanis. No estaven d'acord amb la caracterització del motí com a relacionada amb el nacionalisme o la independència; van dir que era una protesta per la designació de Gorbatxov a un foraster per dirigir l'estat.
Com a resposta, el Comitè Central del CPK va ordenar a les tropes del Ministeri d'Afers Interns, druzhiniki (voluntaris), cadets, policies i KGB que acordonessin la plaça i que gravessin a la sessió els participants. La situació va augmentar al voltant de les 5 de la tarda, ja que es va ordenar a les tropes dispersar els manifestants. Durant la nit van continuar enfrontats entre les forces de seguretat i els manifestants a la plaça i a diferents punts d'Almaty.
El segon dia, les protestes es van convertir en molèsties civils, com a enfrontaments als carrers, universitats i dormitoris entre tropes, voluntaris i unitats de milícies i els estudiants kazakhs es van convertir en un enfrontament armat a gran escala. Els enfrontaments no es van controlar fins al tercer dia. Els esdeveniments d'Almaty van ser seguits per protestes menors i manifestacions a Shymkent, Pavlodar, Karaganda i Taldykorgan.

## Estimacions dels manifestants
Les estimacions del nombre de manifestants varien.
Els primers informes de Moscou van dir que unes 200 persones estaven involucrades en els disturbis. Informes posteriors de les autoritats de l'RSS del Kazakhstan van estimar que els disturbis van atreure 3.000 persones.
ltres estimacions són d'almenys 30.000 a 40.000 manifestants, amb 5.000 arrestats i empresonats i un nombre desconegut de víctimes. Els líders de Jeltoqsan asseguren que més de 60.000 kazakhs van participar en les protestes a tot el país.
A Karaganda, 54 estudiants van ser exclosos de les universitats i cinc estudiants van ser processats.

## Pèrduda de vida
Segons el govern de l'RSS del Kazakhstan, hi va haver dos morts durant els aldarulls, entre ells un treballador de la policia voluntari i un estudiant. Els dos havien mort per cops al cap. Prop de 100 persones van ser detingudes i d'altres van ser condemnades a sentències en camps de treball.
Fonts citades per la Biblioteca del Congrés dels Estats Units afirmen que almenys 200 persones van morir o van ser executades sumàriament poc després. Alguns comptes estimen les baixes a més de 1.000.
L'escriptor Mukhtar Shakhanov va afirmar que un oficial del KGB va testificar que van morir 168 manifestants. Els esdeveniments de Jeltoqsan van constituir la base de les principals plataformes dels partits polítics Azat i Alash i del moviment Jeltoqsan que es va desenvolupar al Kazakhstan independent.
Els estudiants kazakhs Kayrat Ryskulbekov i Lazat Asanova figuraven entre les víctimes.